# Marko Godina
Marko Godina, slovenski zdravnik, * 15. april 1943, Ljubljana, † 7. februar 1986, Cikava, Grosuplje.
Marko Godina, sin pisatelja Ferda Godine, je bil priznan specialist za plastično kirurgijo. Študiral je v Zagrebu, Veliki Britaniji ter ZDA. Predaval je po celem svetu. V Kliničnem centru v Ljubljani je sestavil in usposobil ekipo zdravnikov, ki je postala svetovno znana – predvsem po uspešnih operacijah odtrganih okončin. Razvil je nove metode posegov na živčevju, ožilju ... Patentiral je mikrokirurško iglo z rezilom, veliko dva milimetra. Med drugim je bil tudi soustanovitelj Evropskega tečaja kirurgije roke.
Z (drugo) ženo Vesno (1958–1986) sta umrla v prometni nesreči.